# 河原春作

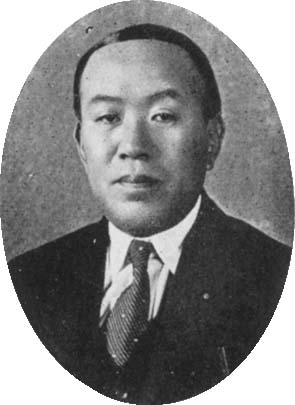
河原春作

河原 春作（かわはら しゅんさく、1890年（明治23年）1月14日 - 1971年（昭和46年）10月11日）は大正時代から昭和時代にかけての日本の文部官僚、教育者。

## 経歴
東京府出身。旧制東京府立一中、旧制第三高等学校を卒業。
1915年（大正4年）、東京帝国大学法科大学法律科在学中に高等文官試験に合格し、翌年に卒業した。内務省に入り、静岡県警視、同理事官を務めた。その後文部省に転じ、事務官に任じられた。書記官、参事官、督学官、専門学務局学務課長、大臣官房会計課長、社会教育局長、普通学務局長を歴任。1936年（昭和11年）には文部次官に就任した。
退官後は東京文理科大学学長・教授を務めた。1945年（昭和20年）5月、再び文部次官に就任。11月には枢密顧問官に任じられた。
その後、公職追放となり、追放解除後は大妻女子大学学長を務めた。
1957年には日本相撲協会に請われて設立されたばかりの運営審議委員会委員となった。

## 栄典
位階
- 1918年（大正7年）2月12日 - 従七位[8]
- 1920年（大正9年）3月10日 - 正七位[8]
- 1922年（大正11年）5月10日 - 従六位[8]
- 1924年（大正13年）10月1日 - 正六位[8]
- 1926年（大正15年）8月16日 - 従五位[8]
- 1931年（昭和6年）9月1日 - 正五位[8]
- 1935年（昭和10年）3月15日 - 従四位[8]
- 1937年（昭和12年）6月16日 - 正四位[8]
- 1945年（昭和20年）7月2日 - 従三位[8]

勲章
- 1932年（昭和7年）3月14日 - 勲四等瑞宝章[8]
- 1935年（昭和10年）4月10日 - 勲三等瑞宝章[8]
- 1945年（昭和20年）7月25日 - 勲二等瑞宝章[8]

外国勲章佩用允許
- 1937年（昭和12年）1月25日 - フランス共和国：レジオンドヌール勲章シュヴァリエ[9]

## 関連文献
- 「河原春作」（国立公文書館所蔵 「枢密院文書・枢密院高等官履歴書・昭和二十二年五月二日廃庁ニ因リ退官」）
  - 『国立公文書館所蔵 枢密院高等官履歴 第8巻』 東京大学出版会、1997年5月、ISBN 4130987186
- 「河原春作」（成田久四郎編著 『社会教育者事典』 日本図書センター、1983年9月 ／ 1989年9月増補版、ISBN 9784820552840）

| 公職                                          | 公職                                                                                                   | 公職                       |
| --------------------------------------------- | --- | -------------------------- |
| 先代 矢代幸雄 委員長代理                      | 文化財保護委員会委員長 1961年 - 1966年                                                                 | 次代 稲田清助              |
| 先代 藤野恵                                   | 文部次官 日本文化大観編修会会長 1945年                                                                 | 次代 大村清一              |
| 先代 三辺長治                                 | 文部次官 教員検定委員会会長 維新史料編纂事務局長 学校衛生調査会会長 震災予防評議会会長 1936年 - 1937年 | 次代 伊東延吉              |
| 先代 菊池豊三郎 所長                          | 航海練習所長事務取扱 1936年                                                                            | 次代 藤野恵 所長           |
| 学職                                          | |                            |
| 先代 山内吉雄 学長代理                        | 大妻女子大学学長 1951年 - 1961年                                                                       | 次代 大妻コタカ            |
| その他の役職                                  | |                            |
| 先代 松浦鎮次郎（→欠員） 大日本職業指導協会長 | 日本職業指導協会長 1951年 - 1965年                                                                     | 次代 灘尾弘吉              |
| 先代 朝比奈策太郎                             | 日本青年館理事長 1945年 - 1947年                                                                       | 次代 佐々弘雄              |
| 先代 岡部長景                                 | 大日本教育会長 1946年                                                                                  | 次代 佐野利器 日本教育会長 |
| 先代 大村清一                                 | 大日本育英会理事長 1945年                                                                              | 次代 川西実三              |
| 先代 （新設）                                 | 実業教育振興中央会理事長 1936年 - 1937年                                                               | 次代 伊東延吉              |